# James Fisk
James "Jim" Fisk Jr. (1 de abril de 1835-6 de enero de 1872) fue un agente de bolsa y ejecutivo estadounidense, que amasó una considerable fortuna en la época de los denominados «barones ladrones». Sus intentos de acaparar el mercado del oro desencadenaron en 1869 el denominado "Viernes Negro", un episodio de pánico financiero que supuso la ruina de numerosos inversores.

## Carrera de negocios
En 1864, Fisk se hizo corredor de la bolsa de Nueva York, y fue empleado por Daniel Drew como comprador. Ayudó a Drew contra Cornelius Vanderbilt en su pugna por el control de la Erie Railroad. Esto llevó a Fisk y a Jay Gould a ser miembros de la Dirección del Ferrocarril del Erie. Posteriormente, una agresiva maniobra bien planeada entregó a Fisk y a Gould el control de la compañía. La asociación con Gould continuó hasta la muerte de Fisk.
Fisk y Gould llevaron hasta el límite el concepto de la expresión «bucaneros financieros»: sus actividades incluyeron una alianza abierta con Boss Tweed, un político de Nueva York; el soborno al por mayor de los legisladores; y la compra de jueces. Su intento de acaparar el mercado del oro culminó en el fatídico Viernes Negro del 24 de septiembre de 1869. Aunque muchos inversores se arruinaron, Fisk y Gould se libraron de sufrir daños financieros significativos.

## Vida personal

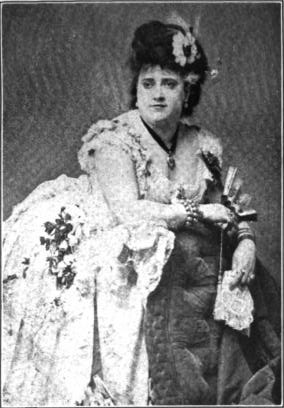
Josie Mansfield

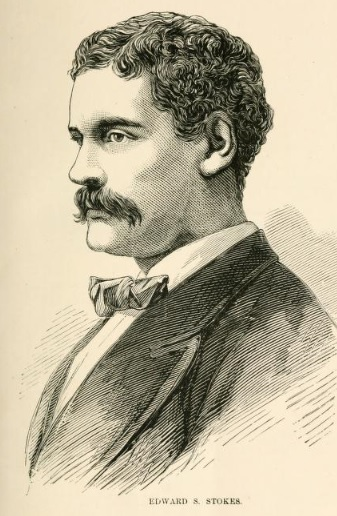
Edward Stiles Stokes

Fisk y Lucy Moore se casaron en 1854, cuando él tenía 19 años y ella 15. Lucy, que era huérfana, había sido criada por su tío en Springfield (Massachusetts), y toleraba los muchos asuntos extramaritales de Fisk, tal vez porque ella era feliz viviendo con su propio amor, Fanny Harrod, en Boston. Independientemente de esta situación, permanecieron cerca, de forma que Fisk la visitaba cada pocas semanas, y pasaba los veranos y las vacaciones con ella en cuanto tenía oportunidad.
Al mismo tiempo, Fisk mantenía en Nueva York una relación con Josie Mansfield, considerada una belleza voluptuosa de acuerdo con los cánones estéticos victorianos. Alojó a Mansfield en un apartamento a unas pocos portales de la sede de la Erie Railroad en la calle 23 oeste, y disponía de un pasaje cubierto que construyó para conectar la puerta trasera del edificio de su despacho y el edificio de apartamentos. La relación de Fisk con Mansfield escandalizó a la sociedad neoyorquina de la época.
Mansfield finalmente se enamoró del socio de negocios de Fisk, Edward Stiles Stokes (1840-1901), un hombre conocido por su buena apariencia. Stokes dejó a su esposa y a su familia, y Mansfield dejó a Fisk.

### El asesinato de Fisk y sus consecuencias
Mansfield y Stokes intentaron extorsionar a Fisk, amenazándole con la publicación de unas cartas escritas por Fisk a Mansfield, que supuestamente probaban las actividades ilegales de Fisk. Se inició una batalla legal y de relaciones públicas, pero Fisk se negó a pagar nada a Mansfield. Cada vez más frustrado y coqueteando con la bancarrota, Stokes se enfrentó a Fisk en Nueva York el 6 de enero de 1872 en el Grand Central Hotel y le disparó dos veces, en el brazo y en el abdomen. Fisk murió de la herida abdominal a la mañana siguiente, después de hacer una declaración in articulo mortis identificando a Stokes como el asesino.
Stokes se defendió a sí mismo en el juicio, argumentando un conjunto incongruente de circunstancias atenuantes. Afirmó haber sufrido un choque emocional en el momento en el que disparó a Fisk, cuya muerte fue achacada a la negligencia médica de los que trataron sus heridas. Stokes fue posteriormente juzgado tres veces por el asesinato de Fisk. El primer juicio, donde fue acusado de asesinato en primer grado, terminó sin que los miembros del jurado se pusieran de acuerdo sobre el veredicto, en medio de rumores de que habían sido sobornados. En el segundo juicio se le encontró culpable de asesinato en primer grado, y fue condenado a muerte, un veredicto anulado por apelación. El tercer juicio concluyó con una condena por homicidio, y Stokes cumplió cuatro años de una condena de seis años de prisión en Sing Sing.
El cuerpo de Fisk fue expuesto al público en la Grand Opera House, que había sido de su propiedad. Unas veinte mil personas acudieron a presentar sus respetos, con cinco veces más personas esperando en las calles para entrar. Las famosas cartas que Fisk había escrito a Mansfield, treinta y nueve, fueron publicadas en el New York Herald una semana después de su muerte. Para aquellos que esperaban leer revelaciones que detallasen las prácticas corruptas en los negocios de Fisk, las cartas eran una lamentable decepción, ya que no eran más que las comunicaciones comunes entre un hombre y la mujer que amaba. Fisk está enterrado en el cementerio Prospect Hill en Brattleboro, Vermont.
Fisk fue vilipendiado por la alta sociedad debido a sus maneras amorales y excéntricas. Muchos expertos de la época criticaron sus negocios, pero fue apreciado y llorado por numerosos trabajadores de Nueva York y del Ferrocarril de Erie. Fue conocido como "Coronel" por ser el comandante nominal del 9º Regimiento de Infantería de la Guardia Nacional de Nueva York, aunque su única experiencia de acción militar con esta unidad fue un papel sin gloria durante las "Revueltas naranja" (entre los irlandeses protestantes -los "Orange"- y los católicos) del 12 de julio de 1871 en Manhattan.

## En la cultura popular
- La vida de Fisk fue dramatizada en la película biográfica "The Toast of New York" (La tostada de Nueva York) (1937), protagonizada por Edward Arnold como Fisk. Puede haber sido la inspiración para el personaje llamado "Big Jim" en la canción de Bob Dylan "Lily, Rosemary and the Jack of Hearts".
- El Colt House Revolver es conocido entre los coleccionistas como el modelo de Jim Fisk o la pistola de Jim Fisk, ya que fue utilizado por Edward Stiles Stokes (Ned Stokes) en su asesinato.[6]
- Las circunstancias en torno a su asesinato fueron dramatizadas en el programa de radio de la CBS  Crime Classics  el 29 de junio de 1953 en el episodio titulado "The Checkered Life and Sudden Death of Colonel James Fisk" (La accidentada vida y la muerte súbita del coronel James Fisk).